# Patxi Altuna

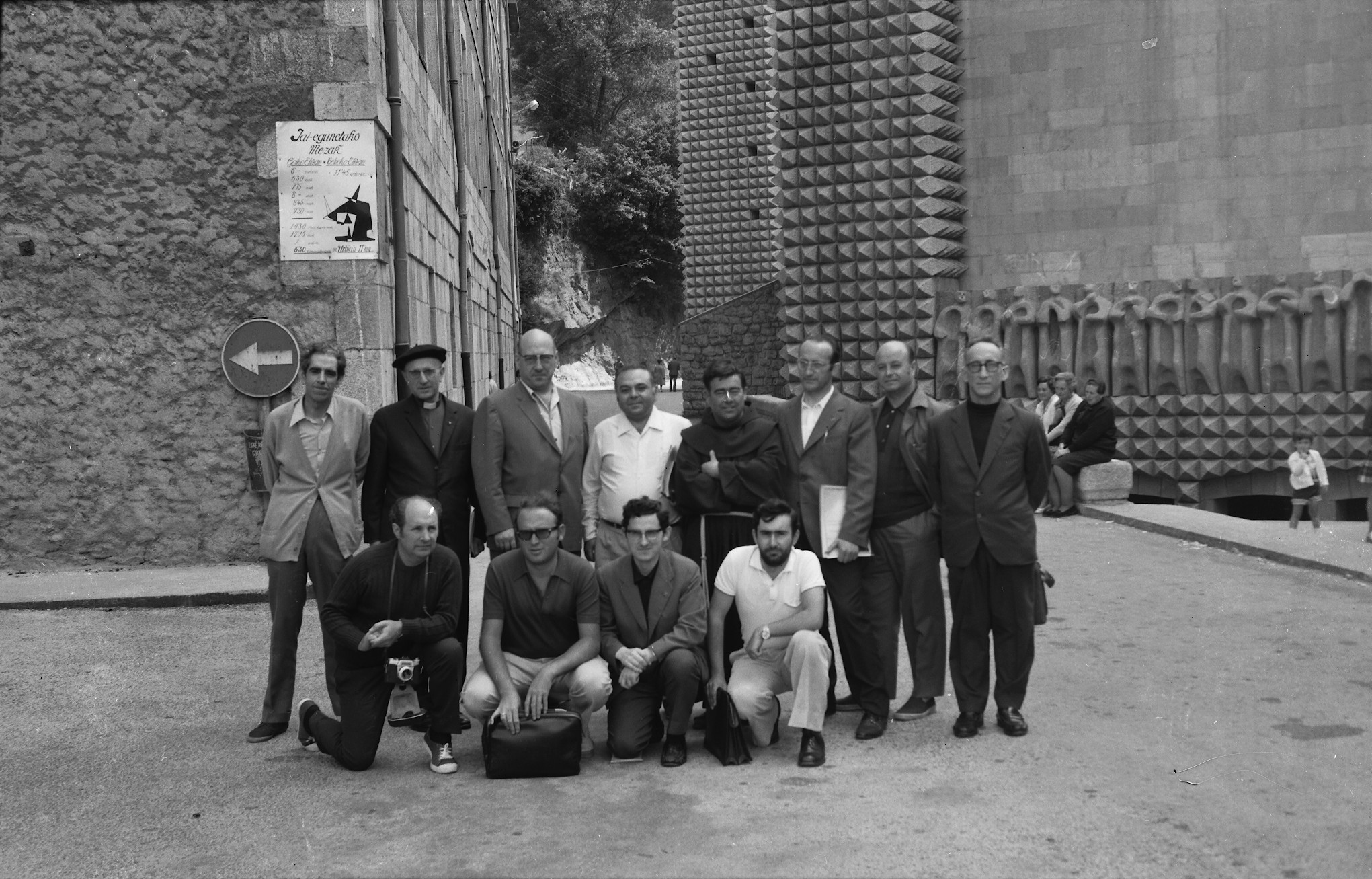
Euskaltzainak réunis au sanctuaire d'Arantzazu en 1972.
Haut de gauche à droite : Koldo Mitxelena, Iratzeder, Jean Haritschelhar, Alfontso Irigoien, Luis Villasante, Jose Mari Satrustegi, Patxi Altuna et Imanol Berriatua. Bas: Juan San Martin, Jose Luis Lizundia, Joseba Intxausti et Xabier Kintana.

Patxi Altuna Bengoetxea, né le 8 septembre 1927 à Azpeitia et mort le 20 janvier 2006 à Loiola, est un écrivain, linguiste, jésuite et académicien basque espagnol de langue basque et espagnole.

## Biographie
Patxi Altuna rejoint la Compagnie de Jésus en 1962, puis fait des études de philosophie, de théologie et des études classiques. Il est professeur à l'université de Deusto, dans les campus de Bilbao et de Saint-Sébastien jusqu'à sa retraite. Il s'est consacré surtout à l'enseignement de la philologie basque.
En 1980, il est nommé académicien titulaire à l'Euskalzaindia ou Académie de la langue basque, après en avoir été membre correspondant pendant presque quinze ans. Il y occupe pendant de nombreuses années le poste de responsable de la commission de grammaire, jusqu'à ce qu'il soit nommé responsable honoraire de cette même commission en 2005. Patxi Altuna est aussi membre de la commission du basque unifié et l'un des premiers à militer pour l'unification de la langue basque. Il est ensuite nommé à sa retraite responsable des Archives historiques de Loiola.
Grande figure du monde culturel basque, cet éminent philologue a toujours été dévoué à la cause de l'euskara. 
Décédé en 2006, une chapelle ardente est dressée dans la basilique de Loyola.